# Cazzago (Pianiga)
Cazzago (Casago in veneto) è una frazione del comune italiano di Pianiga, in provincia di Venezia.

## Geografia fisica
Il paese occupa la porzione orientale del territorio comunale, separato dalle altre frazioni dall'autostrada A4 e dalla ferrovia Venezia-Milano. Ha come fulcro l'incrocio tra gli assi stradali via Provinciale Nord-Sud e via Cazzaghetto-via Molinella.
I modesti corsi d'acqua della zona appartengono al bacino del Naviglio del Brenta: si citano, da nord a sud, gli scoli Cavinello, Pionca e Tergolino e il rio Serraglio. Quest'ultimo segna il confine con Dolo. L'area è considerata ad alto rischio idraulico a causa dell'elevata urbanizzazione, che ha determinato l'interramento dei fossi e la diminuzione degli spazi agricoli.

## Storia
Il toponimo Cazago (un prediale dal personale latino Catius) compare per la prima volta in un documento relativo a una donazione del 1106.

## Monumenti e luoghi d'interesse

### Chiesa parrocchiale
È attestata sin dal 1294, anno in cui il vescovo di Padova Bernardo la affiliava alla pieve di Arino a causa della povertà di quest'ultima. Rimase associata alla chiesa di Arino anche quando, verso la fine del XV secolo, papa Sisto IV la donò alle benedettine di Santo Stefano in Padova, che ebbero il diritto di nominarne il cappellano sino alla loro soppressione, nel 1810.
Per quanto riguarda la sua storia architettonica, fu restaurata nel 1841 e nel 1860, tuttavia gli interventi non dovettero dare gli effetti sperati: già nel 1884 il parroco segnalava che doveva essere completamente ricostruita. La completa riedificazione avvenne tra il 1942 e il 1949 e fu consacrata nel 1952.
All'interno è conservata una tela secentesca di scuola veneta, raffigurante le Sante Agata Lucia e Apollonia, in origine collocata sull'altare ad esse intitolate della vecchia chiesa. Durante il restauro del 2005, sono state messe in luce delle pesanti ridipinture che non facilitano uno studio accurato dell'opera.
Il tabernacolo, in marmo policromo e ottone fuso, è opera del 1924 di Antonio Penello. Proviene dal Seminario maggiore di Padova e fu donato alla chiesa da Domenico Perale nel 1945.

## Eventi

### La sagra di Cazzago
All’inizio del mese di settembre, ogni anno, a Cazzago si tiene la sagra di paese, nella quale è possibile mangiare carne alla griglia e ascoltare concerti. Fra i gruppi che si esibiscono, immancabili sono i Rumatera, band punk rock originaria proprio di Cazzago di Pianiga.
La sagra, nata nel 1968 come fonte di raccolta fondi per la scuola materna parrocchiale e tutt’oggi gestita dalla parrocchia di San Martino, ha subito nel corso degli anni un forte sviluppo e oggi arriva ad attrarre persone non solo da Cazzago, ma anche dalle zone limitrofe.